# Aleksej Tataev
Aleksej Gočaevič Tataev (in russo Алексей Гочаевич Татаев?; Tskhinvali, 8 ottobre 1998) è un calciatore georgiano naturalizzato russo, difensore dell'Orenburg.

## Carriera

### Club
Ha giocato nella prima divisione dei campionati ceco, kazako e russo.

### Nazionale
Ha giocato nelle nazionali giovanili russe Under-16, Under-17, Under-18 ed Under-19.